# Ренді Джордж
Ренді Алан Джордж (англ. Randy Alan George; нар. 1 листопада 1964, Олден, Айова) — американський воєначальник, генерал армії США (2022), 41-й начальник штабу армії США (з 2023), 38-й заступник начальника штабу Армії США (2022—2023), головний військовий радник Міністра оборони США. Учасник війн у Перській затоці, в Афганістані та Іраку.

## Біографія
Ренді Алан Джордж народився 1 листопада 1964 року у містечку Олден, штат Айова, в родині Роберта і Лоррейн Джордж. Військову службу розпочав солдатом строкової служби, а у 1984 році поступив на навчання до Військової академії США, яку закінчив у 1988 році як піхотний офіцер. Джордж отримав ступінь бакалавра наук у 1988 році. Пізніше він отримав ступінь магістра економіки в Гірничій школі Колорадо і ступінь магістра з міжнародної безпеки у Воєнному коледжі ВМС США.
Офіцерську службу розпочав лейтенантом у 101-й повітрянодесантній дивізії і брав участь в операціях «Щит пустелі»/«Буря в пустелі». Після проходження курсу підвищення кваліфікації офіцерів бронетанкової служби в 1993 році Джордж був направлений у Форт Карсон, де був помічником оперативного офіцера 3-ї бригади 4-ї піхотної дивізії, а потім командував ротою «С», а згодом штабною ротою в 1-му батальйоні 8-го піхотного полку.
Надалі служив у Національному центрі моделювання у Форт Лівенворті, а потім поступив на навчання до Командно-штабного коледжу.
У 2001 році Джордж прибув для проходження служби до Італії, був начальником штабу 2-го батальйону 503-го піхотного полку 173-ї повітрянодесантної бригади. Пізніше він був начальником штабу, і заступником командира бригади, в цей час брав участь в операції «Свобода Іраку». Повернувшись до 101-ї повітрянодесантної дивізії у 2004 році, Джордж командував 1-м батальйоном 187-го піхотного полку і вдруге відправився до Іраку. У 2007 році він знову відправився до Іраку у складі ініціативної групи при командувачі багатонаціонального корпусу в Іраку.
Номінація Джорджа на посаду начальника штабу армії була однією з тих, що були затримані сенатором Томмі Тубервілем через опозицію до політики Міністерства оборони щодо абортів. 21 вересня Джордж був затверджений окремим голосуванням, і того ж дня був приведений до присяги по телефону міністром армії Крістін Вормут під час відвідин солдатів 11-ї повітрянодесантної дивізії на Алясці.